# Constitución Política de la República de Chile de 1828
La Constitución Política de la República de Chile de 1828 fue promulgada en Valparaíso el 8 de agosto de 1828, durante el gobierno del liberal Francisco Antonio Pinto. Llamada también la Constitución Liberal de 1828, es obra principalmente del español José Joaquín de Mora, junto con Melchor de Santiago Concha y Cerda. Si bien su vigencia fue corta (1828-1833), este texto sirvió como base a las constituciones que le suceden posteriormente al ser el modelo de redacción y organización del Estado, además de ser tomada como el ideal de derechos y organización de los poderes, sobre todo ejecutivo, por el liberalismo chileno.

## Historia
Tras años de negociaciones y conflictos con la facción conservadora, la Constitución de 1828 fue parte de un proceso político que llevó a una parte de la elite liberal al poder. Luego de que las ideas federalistas se impusieran, a través de leyes promulgadas en 1826 que reformaron aspectos de la Constitución de 1823 como la autonomía de las provincias. La incapacidad del gobierno de mantener la estabilidad y la descentralización del poder hizo el gobierno de Ramón Freire insostenible, lo que dio paso a un nuevo proceso electoral y constituyente.
Así, el 12 de enero de 1828 el presidente Francisco Antonio Pinto convocó a elecciones para conformar un Congreso Constituyente, el que estuvo compuesto en su mayoría por liberales (pipiolos) adeptos al presidente.La misión de este Congreso fue estudiar las fortalezas y debilidades de la carta anterior y redactar una nueva Constitución para el país. A pesar de que esta instancia constituyente estuvo compuesta por ocho miembros, gran parte del texto y su revisión final se atribuyen al jurista, escritor y político español José Joaquín de Mora.
La Constitución entró en vigor en agosto de 1828 y se mantuvo vigente hasta la promulgación de la Constitución de 1833, aunque en la práctica muchas de sus disposiciones se pusieron en suspensión en 1829 tras el término de la guerra civil que le dio a los conservadores el poder político durante treinta años.

## Contenido

### Territorio
Según esta Constitución, la soberanía residía en la nación y, además, definía al territorio chileno desde el desierto de Atacama hasta el Cabo de Hornos. En otros aspectos, se mantuvo la división territorial y administrativa en ocho provincias.

### Organización del Estado en Chile
El poder legislativo es ejercido por el Congreso Nacional que es bicameral. Los miembros de la Cámara de Diputados son elegidos por voto directo a razón de uno por cada quince mil habitantes. Permanecen dos años en el cargo. El Senado está compuesto por miembros electos por las Asambleas provinciales a razón de dos senadores por provincia. Duran en sus cargos cuatro años siendo removidos por mitades. Cuando el Congreso esté en receso, funcionará una Comisión Permanente integrada por un senador por cada provincia. La formación de las leyes corresponde a iniciativa de cualquiera de las dos cámaras o el presidente de la República.
El poder ejecutivo está conformado por el Presidente y Vicepresidente de la República. Los cuales son elegidos por un sistema de electores en representación de las provincias (voto indirecto). Permanecen cinco años en el cargo, sin derecho a reelección inmediata, salvo después de un periodo de 5 años. El Presidente tiene atribuciones para nombrar y remover a los ministros de Estado, puede emitir vetos suspensivos a los acuerdos del Congreso y, ejercer el derecho de patronato de la Iglesia Católica en Chile. Además puede celebrar tratados internacionales, Concordatos y declarar la guerra con previo acuerdo del Congreso.
El poder judicial está radicado en la Corte Suprema, Cortes de Apelaciones y Juzgados de primera instancia. Los integrantes de la Corte Suprema, que son 5 ministros y un fiscal, son designados por el Congreso en sesión conjunta de ambas cámaras. Los integrantes de las Cortes de Apelaciones son designados por el presidente a proposición de la Corte Suprema.

### Derechos individuales y políticos
En el ámbito de las libertades ciudadanas, la constitución determinó derechos imprescindibles como «la libertad, la seguridad, la propiedad, el derecho de petición» –solicitudes públicas a las autoridades–, y «la facultad de publicar sus opiniones», además de decretar que en Chile no existían esclavos. Si bien la religión oficial fue la católica apostólica romana, se toleraba la práctica de otros cultos.
Respecto a la democracia y los derechos ciudadanos, se determinó como sujetos de derecho a los chilenos mayores de 21 años o menores si es que estaban casados, que entregarán servicios en el Ejército, tuvieran algún trabajo o industria, que estuvierá exento de penas aflictivas o deudas con el Estado, eliminando la exigencia de saber leer y escribir y dejando de lado ciertos rasgos del voto censitario.